# Трябваше да си ти (теленовела)
„Трябваше да си ти“ (на испански: Tenías que ser tú) е мексиканска теленовела, създадена от Хорхе Патиньо, режисирана от Маноло Гарсия и Карина Дупрес, и продуцирана от Карлос Тейес за Телевиса през 1992-1993 г.
В главните роли са Алехандра Авалос и Чао, а в отрицателните – Мариана Гарса, Ектор Крус Лара, Луис Кутуриер и първият актьор Карлос Монден.

## Сюжет
Освалдо Белтран, глава на семейство, трагично умира при автомобилна катастрофа, оставяйки семейството си (вдовицата му, Долорес, и децата им, Габриела и Вадо) на милостта на бедността и глада. С течение на времето, тримата успяват да се справят с трудностите, поднесени от живота.
Времето минава, Габриела е красива жена, която осъзнава, че Горка, приятелят ѝ от детство, привлича вниманието ѝ повече, отколкото би трябвало. Двата се влюбват, но Санта, която е фриволна жена, също е влюбена в Горка, и тя няма да позволи на Габриела да ѝ го открадне.
В борбата да изпълни капризите си, Санта ще причини много проблеми на двамата влюбени. Но любовта между Габриела и Горка ще се окаже по-силна от интригите и манипулациите на Санта.

## Актьори
Част от актьорския състав:
- Алехандра Авалос – Габриела Белтран
- Чао – Горка Сарачага
- Мариана Гарса – Санта Роблес
- Ото Сирго – Тасио Сарачага
- Саул Лисасо – Алехандро Рейес
- Талина Фернандес – Мариана де Сарачага
- Росита Аренас – Лаура Алкайне
- Макария – Долорес де Белтран
- Мигел Анхел Ферис – Адан Мехия
- Умберто Дупейрон – Хорхе Вега
- Росарио Галвес – Фернанда
- Карлос Мондес – Лоренсо Бермудес
- Вероника Теран – Перла Сарачага
- Ектор Крус Лара – Гонсало Ескобар
- Густаво Наваро – Пепе Рамирес
- Даниела Лейтес – Ирма Алкайне
- Марисол Михарес – Химена Сарачага
- Сули Кет – Дора Рамирес
- Империо Варгас – Берта
- Луис Кутуриер – Антонио Олвера
- Алфа Акоста – Роксана
- Хайме Пуга – Комендант
- Мария Клара Сурита – Чата
- Хусто Мартинес – Гилберто Ескобар
- Алехандро Гайтан – Освалдо „Вадо“ Белтран
- Мария Ребека – Илда
- Марта Наваро – Елена де Роблес
- Тито Ресендис – Марио Роблес
- Рикардо Лесама – Дон Мике
- Умберто Лейва – Усмихнатия
- Паола Очоа – Ребека
- Алехандро Майен – Д-р Рикардо
- Гонсало Вега – Освалдо Белтран

## Премиера
Премиерата на Трябваше да си ти е на 23 ноември 1992 г. по Canal de las Estrellas. Последният 80. епизод е излъчен на 12 март 1993 г.